# Кубок Югославии по футболу 1956/1957
Кубок маршала Тито 1956/1957 (сербохорв. Kup maršala Tita 1956/1957) — десятый розыгрыш Кубка Югославии по футболу.

## 1/8 финала
| # | Хозяева            | Результат | Гости               |
| - | ------------------ | --------- | ------------------- |
| 1 | Будучност Титоград | 4:2       | Одред Любляна       |
| 2 | Партизан           | 3:1       | Динамо Загреб       |
| 3 | Пролетер Осиек     | 1:0       | БСК Белград         |
| 4 | Црвена звезда      | 3:0       | Локомотива          |
| 5 | Спартак Суботица   | 4:3       | Зеница              |
| 6 | Шибеник            | 4:0       | Нафта Босански-Брод |
| 7 | Вележ              | 0:1       | Раднички Белград    |
| 8 | Войводина          | 4:0       | Работнички          |

## 1/4 финала
| # | Хозяева            | Результат      | Гости            |
| - | ------------------ | -------------- | ---------------- |
| 1 | Будучност Титоград | 2:0 (доп. вр.) | Войводина        |
| 2 | Партизан           | 4:2            | Црвена звезда    |
| 3 | Раднички Белград   | 4:2            | Спартак Суботица |
| 4 | Шибеник            | 3:1            | Пролетер Осиек   |

## 1/2 финала
| # | Хозяева          | Результат | Гости              |
| - | ---------------- | --------- | ------------------ |
| 1 | Партизан         | 7:0       | Шибеник            |
| 2 | Раднички Белград | 3:1       | Будучност Титоград |

## Финал
| Партизан                                                                       | 5:3 | Раднички Белград                                |
| ------------------------------------------------------------------------------ | --- | ----------------------------------------------- |
| Валок 47′ · Месарош 59′ · Калоперович 65′ (пен.) · Милутинович 67′ · Зебец 76′ |     | Белин 5′ (авт.) · Петакович 9′ · Прлинчевич 25′ |